# La pace torna in casa Bentley
La pace torna in casa Bentley (As Long as They're Happy) è un film del 1955 di produzione britannica diretto da J. Lee Thompson.
Il film si basa sull'opera teatrale omonima (As Long as They're Happy) scritta da Vernon Sylvaine e messa in scena nel 1953.